# Amezule
L'Amezule est une petite rivière française du Grand Est qui coule dans le département de Meurthe-et-Moselle. C'est un affluent de la Meurthe en rive droite, donc un sous-affluent du Rhin par la Meurthe, puis par la Moselle. 

## Géographie
L'Amezule naît à environ 18 kilomètres à l'est/nord-est de Nancy, sur le territoire de la petite localité d'Erbéviller-sur-Amezule, au lieu-dit "Les Froidures" (à l'est du village). Dès sa naissance, elle se dirige vers l'ouest et maintient cette orientation jusqu'à son confluent. Elle se jette dans la Meurthe en rive droite à Lay-Saint-Christophe dans les environs nord-est de Nancy.

## Hydrologie

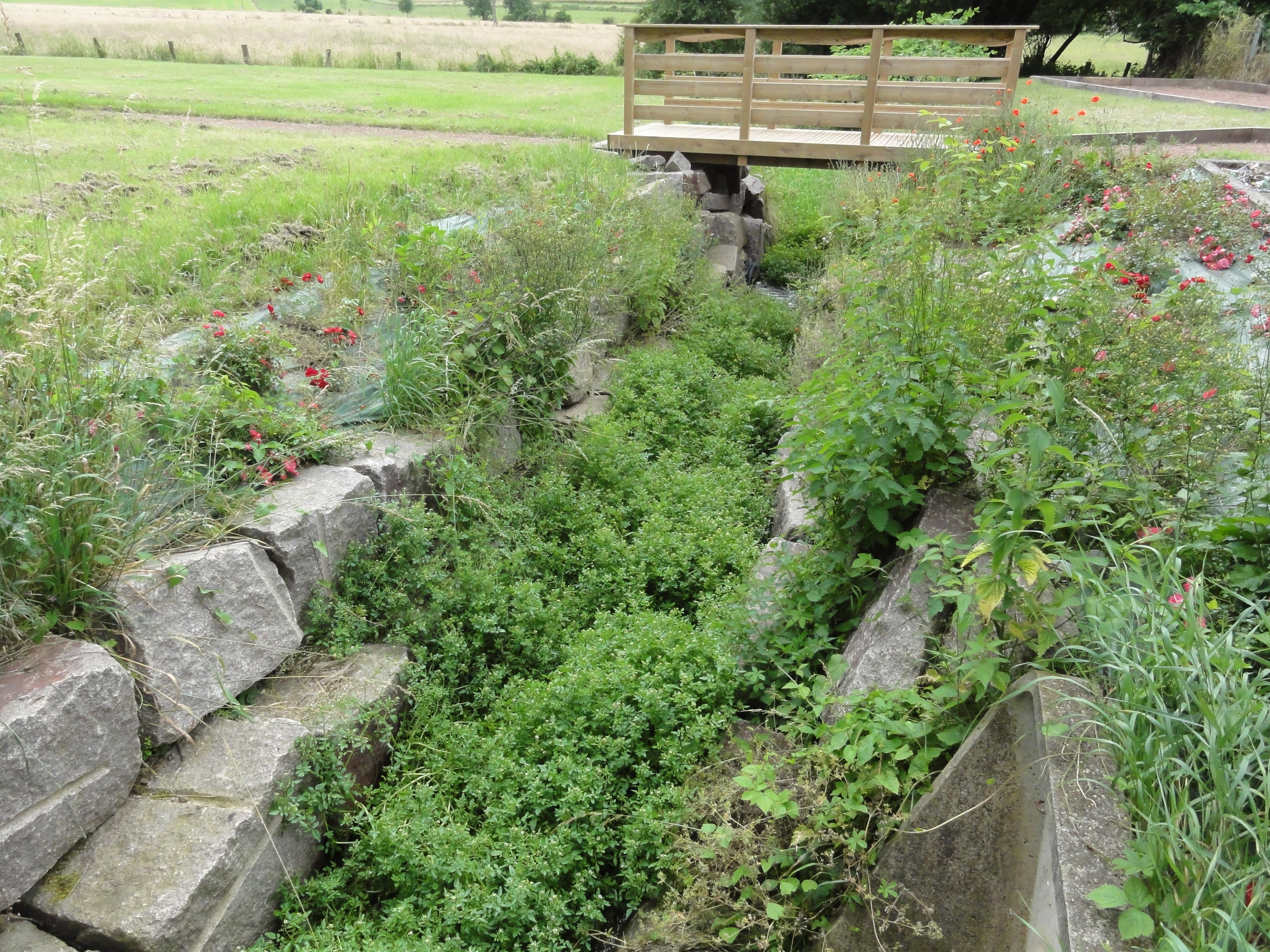
Source de l'Amezule à Erbéviller-sur-Amezule.

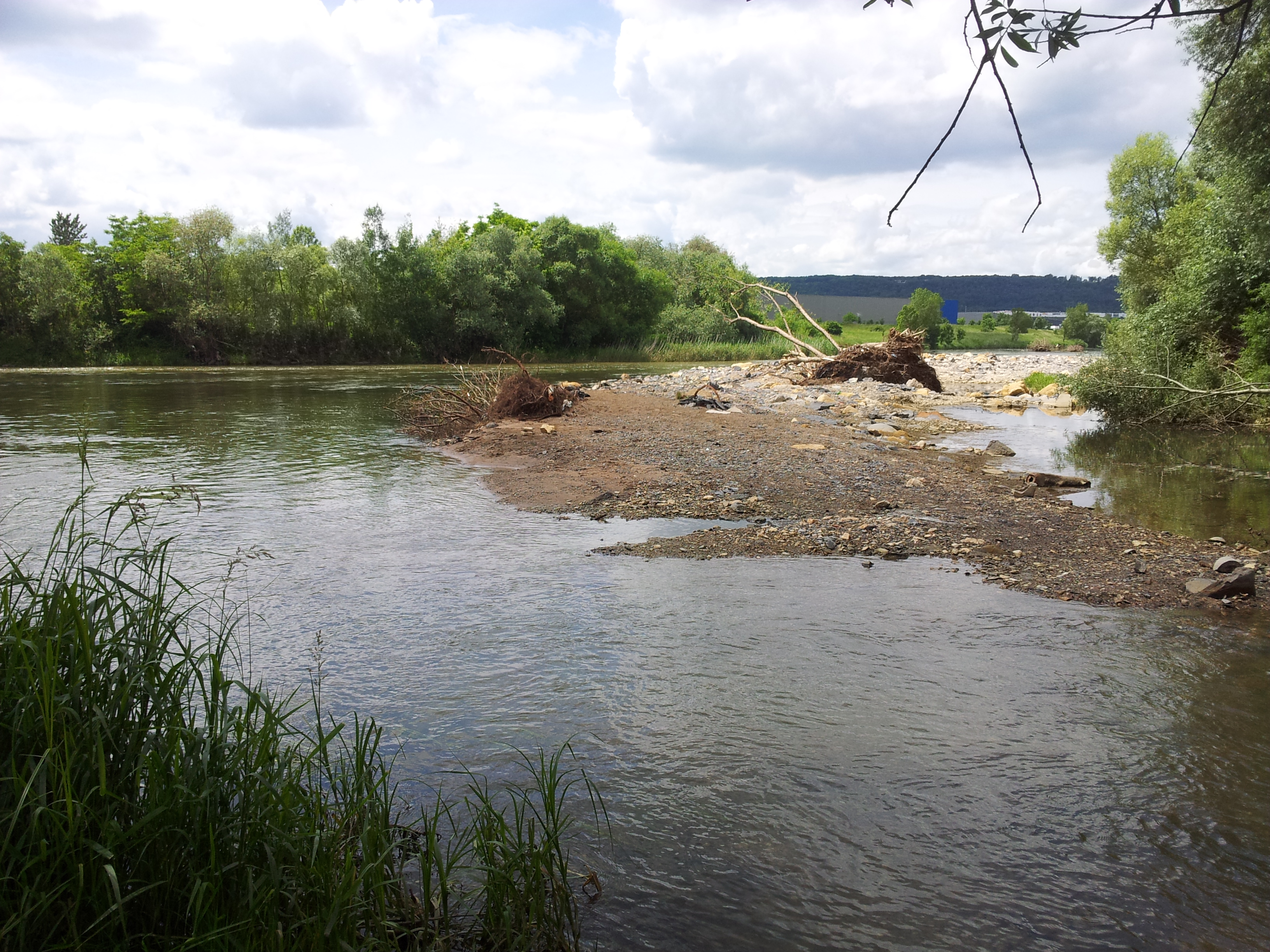
Confluent de l'Amezule et de la Meurthe, au lieu-dit Le Moulin Noir, à Lay-Saint-Christophe.

Le débit de l'Amezule a été observé durant une période de 35 ans (1971-2005), à Lay-Saint-Christophe, localité du département de Meurthe-et-Moselle, située peu avant son confluent avec la Meurthe . La surface ainsi étudiée est de 84,8 km2, c'est-à-dire la quasi-totalité du bassin versant de la rivière.
Le module de la rivière à Lay-Saint-Christophe est de 0,72 m3/s. 
L'Amezule présente des fluctuations saisonnières de débit très marquées. Les hautes eaux se déroulent en hiver et se caractérisent par des débits mensuels moyens oscillant entre 1,19 et 1,55 m3/s, de décembre à mars inclus (avec un maximum en janvier). Dès la mi-mars, le débit chute progressivement jusqu'aux basses eaux d'été-début d'automne qui ont lieu de juillet à la mi-octobre, entraînant une baisse du débit moyen mensuel allant jusqu'à 0,105 m3 au mois de septembre. Mais les fluctuations sont bien plus prononcées sur de courtes périodes et selon les années.
À l'étiage, le VCN3 peut chuter jusque 0,021 m3, en cas de période quinquennale sèche, soit seulement 21 litres par seconde, ce qui doit être considéré comme sévère même pour un petit cours d'eau, mais est assez normal dans la région centrale du plateau lorrain.
Les crues sont assez importantes, compte tenu de la petite taille du bassin, sans cependant égaler proportionnellement celles de la Meurthe. Les QIX 2 et QIX 5 valent en effet respectivement 14 et 20 m3. Le QIX 10 est de 25 m3/s, le QIX 20 de 29 m3. Quant au QIX 50, il se monte à 34 m3/s.
Le débit instantané maximal enregistré à Lay-Saint-Christophe a été de 44,8 m3/s le 29 décembre 2001, tandis que la valeur journalière maximale était de 22,5 m3/s le même jour. Si l'on compare la première de ces valeurs à l'échelle des QIX exposée plus haut, cette crue était bien plus importante que le crue cinquantennale théorique définie par le QIX 50, et donc tout à fait exceptionnelle.
Au total, l'Amezule est une rivière moyennement abondante dans le contexte des rivières du plateau lorrain. La lame d'eau écoulée dans son bassin est de 269 millimètres annuellement, ce qui est nettement inférieur à la moyenne d'ensemble de la France tous bassins confondus, mais aussi à la moyenne du bassin de la Meurthe (425 millimètres). Le débit spécifique (ou Qsp) de la rivière se monte dès lors à 8,5 litres par seconde et par kilomètre carré de bassin.

## Histoire et étymologie
On trouve pour cette rivière le nom Amansuelle en 1270, d'après le nom du village Amance. En 1756, dans sa Notice de la Lorraine, Dom Calmet la mentionne sous le nom d'Amancieule ou Amesule avec une étymologie latine Asmantiola ou Amantiola,.